# Václav Toman
Václav Toman (* 30. Dezember 1963 in Plzeň) ist ein ehemaliger tschechoslowakischer Radrennfahrer und nationaler Meister im Radsport.

## Sportliche Laufbahn
Er spielte zunächst Eishockey, wechselte dann mit 16 Jahren zum Radsport. Toman gewann zum Beginn seiner Laufbahn 1986 die Slowakei-Rundfahrt. 1986 siegte er auch im Eintagesrennen GP ZTS Dubnica nad Váhom. Ein Jahr später siegte er bei der Tour de Bohemia (wie nochmals 1991) und konnte zwei Titel bei den tschechoslowakischen Meisterschaften gewinnen. Er siegte im Straßenrennen vor Jiří Fojt und im Einzelzeitfahren vor Karel Camrda. Zu dieser Zeit startete er für den Verein RH Plzeň (Roter Stern Plzeň). Die Meisterschaft im Zeitfahren gewann er von 1987 bis 1989. 
Für die Nationalmannschaft bestritt er 1987 mehrere Rundfahrten in Luxemburg, der Schweiz und in Deutschland. 1989 gewann er die Bergwertung der Kuba-Rundfahrt. Als er 1987 auf einer Unwetteretappe der Internationalen Friedensfahrt aus dem Rennen ausstieg, wollte ihn sein Verband aus der Nationalmannschaft ausschließen. Seine Vereinstrainer Zdeněk Hasman und Luděk Kubias setzten sich für ihn ein und er konnte weiterhin auch im Ausland starten. Mehrfach erhielt er Angebote von professionellen Radsportteams, diese wurden von seinem Verband aber blockiert. 1990 ging er nach Österreich, wo er für ARBÖ Wien startete, dann zu Puch wechselte und auch 1996 seine Laufbahn beendete.

## Berufliches
Toman war in seiner Heimatstadt als Polizist tätig. Später arbeitete er in Österreich als Trainer im Radsport und nach seiner Rückkehr nach Tschechien lebt er mit seiner Frau in Chotíkov, wo er auch einen Fahrradservice betreibt.